# お猿のくぅ
お猿のくぅ(おさるのくぅ)は、岐阜県飛騨高山周辺を勝手に応援するマスコットキャラクターである。

## プロフィール
- 年齢：23歳
- 性別：オス
- 身長：2m
- 性格：チャラい
- 特技：ナンパ
- 好物：酒・タバコ・女性
- 一人称：オレ様[1]

## 概要
飛騨高山の活性化のため、ある市民が「個人的に」始めたマスコットキャラクター。
2008年7月に登場し、全国のキャラクターイベントへの参加や、各地での飲み会イベントの開催、インターネット上でのファン交流などの活動を行う。
登場した当初は、町並みを歩くだけで通報され、パトカー4台とさすまたをもった警官たちに取り囲まれるなど、なかなか地元に受け入れられなかったが、長期に渡る地道な活動が認められ、2012年11月に高山市から特別住民票の交付を受け、正式に公認された。
2011年と2012年には、高山市でマスコットキャラクターたちによるクリスマスイベントを主催した。
2013年、ゆるキャラグランプリ2013にて岐阜県1位を獲得。
2015年、台湾で開催された桃園國際動漫大展（桃園国際アニメフェア）に日本中部地方代表キャラクターとして訪問した。

## 特徴
サルをモチーフにしているが、飛騨地方で昔から作られる人形さるぼぼと関係があるわけではない。
着ぐるみの肌の色は濃い茶色で、毛並みは薄い金色をしている。長い尾の先には、「キュッキュ」と音の鳴る仕組みが隠されている。チャラいという性格を表現するため、髪型はモヒカンで、左耳にはピアスをつけている。　
衣装は黒や白のスーツに袴、サンタコスチュームにチャイナ服など様々な種類があり、季節や場面によって使い分けている。
着ぐるみの造形が人間に近いため、長時間の活動が可能であり、スキーやスケートも難なくこなす。
また、ストローや箸を器用に使い、着ぐるみのまま飲食や喫煙もする。
2015年に開催された「アイタイ4」コンサートでは、「MONKEY KUU(作詞・作曲：石田洋介)」のボーカルを務め、歌声を披露した。

## テーマソング
MONKEY KUU(作詞・作曲・歌：石田洋介)･･････「ゆるくないうたコレクション2」に収録

## 関連グッズ
- 高山ガイドブック
- コラボ缶バッジ･･････全国40体以上のキャラクターとコラボしている[1]
- 立体ストラップ
- マフラータオル
- ライター＆携帯灰皿セット
- 写真集
- くぅの鼻くそ･･････豆菓子をチョコレートでコーティングしたもの
- くぅのしっぽ･･････くぅの毛皮で作ったしっぽ型アクセサリー
- くぅのたまたま･･････くぅの毛皮で作った丸型のアクセサリー